# Witali Nowopaschin
Witali Nikolajewitsch Nowopaschin (kasachisch Виталий Николаевич Новопашин; * 28. September 1978 in Ust-Kamenogorsk, Kasachische SSR) ist ein ehemaliger kasachischer Eishockeyspieler, der zuletzt beim HK Spartak Moskau aus der Kontinentalen Hockey-Liga unter Vertrag stand.

## Karriere
Witali Nowopaschin begann seine Karriere als Eishockeyspieler in seiner kasachischen Heimat in der Nachwuchsabteilung von Torpedo Ust-Kamenogorsk, für dessen Profimannschaft er in der Saison 1998/99 sein Debüt in der Wysschaja Liga, der zweiten russischen Spielklasse gab. Anschließend wechselte der Verteidiger zu Torpedo Nischni Nowgorod, für das er die folgenden drei Jahre in der russischen Superliga verbrachte. Nach deren Abstieg verließ er den Verein und schloss sich Salawat Julajew Ufa an, für das er ebenso nur eine Spielzeit auf dem Eis stand, wie anschließend für Metallurg Nowokusnezk. Im Sommer 2004 wurde der Kasache von seinem Ex-Club Torpedo Nischni Nowgorod verpflichtet, der in der Zwischenzeit nach dem sofortigen Wiederaufstieg 2004 sofort wieder in die Wysschaja-Liga abgestiegen war. Mit Torpedo erreichte der ehemalige Nationalspieler in der Saison 2006/07 als Zweitligameister den Aufstieg in Superliga. Seit der Saison 2008/09 spielte er mit seiner Mannschaft in der neu gegründeten Kontinentalen Hockey-Liga. 2010 wechselte er zum Ligarivalen Barys Astana und absolvierte für diesen bis 2013 über 150 KHL-Partien, wobei er zwei Spielzeiten als Assistenzkapitän agierte.
Seit Mai 2013 stand er bei Atlant Moskowskaja Oblast unter Vertrag. Aufgrund finanzieller Probleme zog sich Atlant nach der Saison 2014/15 vom Spielbetrieb zurück und Nowopaschin wechselte zusammen mit einigen anderen Spielern des Klubs zum HK Spartak Moskau, der Atlants Startplatz übernahm. Nowopaschin wurde in der Folge in einigen Vorbereitungsspielen eingesetzt, aber nicht für die KHL lizenziert.

### International
Für Kasachstan nahm Nowopaschin im Nachwuchsbereich an der Junioren-B-Weltmeisterschaft 1997 und der Junioren-A-Weltmeisterschaft 1998 teil. Im Herrenbereich spielte er bei den B-Weltmeisterschaften 1999 und 2000 und nach Umstellung auf das heutige Divisionssystem den Weltmeisterschaften der Division I 2001, 2002, 2011 und 2013 teil. Des Weiteren stand er im Aufgebot Kasachstans bei den Weltmeisterschaften der Top-Division 2005 und 2012.

## Erfolge und Auszeichnungen
- 2005 Beste Plus/Minus-Bilanz der Wysschaja Liga West
- 2007 Meister der Wysschaja Liga und Aufstieg in die Superliga mit Torpedo Nischni Nowgorod
- 2011 Goldmedaille bei den Winter-Asienspielen
- 2011 Aufstieg in die Top-Division bei der Weltmeisterschaft der Division I, Gruppe B
- 2013 Aufstieg in die Top-Division bei der Weltmeisterschaft der Division I, Gruppe A

## KHL-Statistik
(Stand: Ende der Saison 2014/15)